# Gandodihalli, Bangarapet
Gandodihalli là một làng thuộc tehsil Bangarapet, huyện Kolar, bang Karnataka, Ấn Độ.